# Otto Walenta
Otto Walenta (* 4. Januar 1954) ist ein deutscher Publizist und ehemaliger Chefredakteur mehrerer Zeitschriften.
Walenta studierte 1974–1976 an der Philipps-Universität Marburg sowie 1976–1980 an der Johannes-Gutenberg-Universität Mainz
Englisch und Politik. Er war zusammen mit Bernd Bonello Mitbegründer sowie Chefredakteur der Zeitschrift Markt für klassische Automobile und Motorräder (heute Oldtimer Markt), 
Anschließend war er Chefredakteur des von 1991 bis 1995 erscheinenden Oldtimer Magazins, der Cabrio Revue sowie Gründer und Chefredakteur von Creativ Uhr.
Walenta ist heute Geschäftsführer des Rabenstein Verlags, der auf Special-Interest- und Kundenzeitschriften spezialisiert ist.